# Seznam slibů v českém právu
Toto je seznam slibů v českém právu, jejichž složení je požadováno pro výkon některých funkcí a profesí. Rozdělen je podle jednotlivých oblastí, ve kterých působí ti, kteří slib skládají.

## Občané
- Státní občanství České republiky se nabývá dnem složení tohoto státoobčanského slibu: „Slibuji na svou čest věrnost České republice. Slibuji, že budu dodržovat její Ústavu a ostatní zákony České republiky.“[1]

## Představitelé státu
- Poslanec i senátor na první schůzi komory parlamentu, které jsou členem a které se účastní, skládají tento slib: „Slibuji věrnost České republice. Slibuji, že budu zachovávat její Ústavu a zákony. Slibuji na svou čest, že svůj mandát budu vykonávat v zájmu všeho lidu a podle svého nejlepšího vědomí a svědomí.“[2]

- Prezident republiky skládá při nástupu do funkce do rukou předsedy Senátu tento slib: „Slibuji věrnost České republice. Slibuji, že budu zachovávat její Ústavu a zákony. Slibuji na svou čest, že svůj úřad budu zastávat v zájmu všeho lidu a podle svého nejlepšího vědomí a svědomí.“[3]

- Člen vlády skládá při nástupu do úřadu do rukou prezidenta republiky tento slib: „Slibuji věrnost České republice. Slibuji, že budu zachovávat její Ústavu a zákony a uvádět je v život. Slibuji na svou čest, že budu zastávat svůj úřad svědomitě a nezneužiji svého postavení.“[4]

- Soudce Ústavního soudu se ujímá své funkce složením tohoto slibu do rukou prezidenta republiky: „Slibuji na svou čest a svědomí, že budu chránit neporušitelnost přirozených práv člověka a práv občana, řídit se ústavními zákony a rozhodovat podle svého nejlepšího přesvědčení nezávisle a nestranně.“[5]

- Soudce (i přísedící) skládá do rukou prezidenta republiky (přísedící do rukou předsedy soudu) tento slib: „Slibuji na svou čest a svědomí, že se budu řídit právním řádem České republiky, že jej budu vykládat podle svého nejlepšího vědomí a svědomí a že v souladu s ním budu rozhodovat nezávisle, nestranně a spravedlivě.“[6]

- Justiční čekatel skládá do rukou předsedy krajského soudu tento slib: „Slibuji na svou čest a svědomí, že se budu řídit právním řádem České republiky, že se budu svědomitě připravovat na výkon funkce soudce a že si osvojím zásady soudcovské etiky.“[7]

- Přísedící kárného soudu skládá do rukou předsedy tohoto soudu tento slib: „Slibuji na svou čest a svědomí, že se budu řídit právním řádem České republiky, že jej budu vykládat podle svého nejlepšího vědomí a svědomí a že v souladu s ním budu rozhodovat nezávisle, nestranně a spravedlivě.“[8]

- Státní zástupce skládá po svém jmenování do rukou ministra spravedlnosti tento slib: „Slibuji na svou čest a svědomí, že budu při ochraně veřejného zájmu postupovat vždy v souladu s Ústavou a zákony České republiky, jakož i mezinárodními smlouvami, jimiž je Česká republika vázána, budu respektovat lidská práva, základní svobody a lidskou důstojnost a zachovávat mlčenlivost o věcech, které se dozvím v souvislosti s výkonem funkce státního zástupce, a to i po skončení výkonu této funkce. Při výkonu funkce státního zástupce i v soukromém životě budu chránit důstojnost svého povolání.“[9]

- Právní čekatel skládá při nástupu do práce do rukou krajského státního zástupce tento slib: „Slibuji, že se budu řídit právním řádem České republiky, svědomitě se připravovat na výkon funkce státního zástupce a že si osvojím zásady etiky výkonu funkce státního zástupce.“[10]

- Veřejný ochránce práv se ujímá výkonu funkce složením do rukou předsedy Poslanecké sněmovny tohoto slibu: „Slibuji na svou čest a svědomí, že svou funkci budu vykonávat nezávisle a nestranně, v souladu s Ústavou a ostatními zákony a že budu chránit neporušitelnost práv.“[11]

- Členové Nejvyššího kontrolního úřadu skládají do rukou prezidenta republiky (prezident a viceprezident) či do rukou předsedy Poslanecké sněmovny (ostatní) tento slib: „Slibuji věrnost České republice. Slibuji, že budu zachovávat její Ústavu a zákony. Slibuji na svou čest, že budu svoji funkci vykonávat nezávisle a nestranně a nezneužiji svého postavení.“[12]

## Svobodná povolání
- Advokát skládá do rukou předsedy České advokátní komory tento slib: „Slibuji na svou čest a svědomí, že budu ctít právo a etiku povolání advokáta a chránit lidská práva. Slibuji, že budu dodržovat povinnost mlčenlivosti a dbát důstojnosti advokátního stavu.“[13]

- Notář skládá do rukou ministra spravedlnosti tento slib: „Slibuji na svou čest a svědomí, že v činnosti notáře budu zachovávat ústavní a jiné zákony a obecně závazné právní předpisy a budu zachovávat mlčenlivost. V notářské činnosti budu postupovat nestranně a nezávisle.“[14]

- Soudní exekutor skládá do rukou ministra spravedlnosti před svým jmenováním tento slib: „Slibuji na svoje svědomí a občanskou čest, že budu zachovávat Ústavu České republiky, ústavní a jiné zákony a právní předpisy a budu je uplatňovat jako soudní exekutor podle svého nejlepšího vědomí a svědomí, při výkonu exekuční činnosti budu postupovat nezávisle a spravedlivě a budu zachovávat povinnost mlčenlivosti o všech skutečnostech, o kterých se dozvím v souvislosti s vykonáváním exekuční nebo další činnosti exekutora.“[15]

- Patentový zástupce skládá do rukou předsedy Komory patentových zástupců České republiky tento slib: „Slibuji na své svědomí a občanskou čest, že budu zachovávat Ústavu České republiky a ostatní zákony, svědomitě plnit povinnosti patentového zástupce a zachovávat mlčenlivost o všech skutečnostech, o nichž se dozvím v souvislosti s výkonem této činnosti.“[16]

- Auditor skládá do rukou prezidenta nebo viceprezidenta Komory auditorů České republiky tento slib: „Slibuji na svou čest a svědomí, že při provádění auditorské činnosti budu dodržovat právní řád, vnitřní předpisy Komory auditorů České republiky a auditorské standardy, ctít etiku auditorské profese a dodržovat povinnost mlčenlivosti.“[17]

- Autorizovaný architekt skládá do rukou předsedy České komory architektů tento slib: „Slibuji na svou občanskou čest a své svědomí, že jako autorizovaný architekt budu při své práci usilovat o vytváření kvalitních architektonických děl, budu ctít zájmy klientů, jakož i zájmy veřejné, budu respektovat přírodní a kulturní hodnoty a budu se vždy řídit profesní etikou architekta.“[18]

- Autorizovaný inženýr skládá do rukou předsedy České komory autorizovaných inženýrů a techniků tento slib: „Slibuji na svou občanskou čest a své svědomí, že jako autorizovaný inženýr budu při své práci usilovat o vytváření kvalitních stavebních děl, budu ctít zájmy klientů, jakož i zájmy veřejné, budu respektovat přírodní a kulturní hodnoty a budu se vždy řídit profesní etikou autorizovaného inženýra.“[19]

- Autorizovaný technik skládá do rukou předsedy České komory autorizovaných inženýrů a techniků tento slib: „Slibuji na svou občanskou čest a své svědomí, že jako autorizovaný technik budu při své práci usilovat o vytváření kvalitních stavebních děl, budu ctít zájmy klientů, jakož i zájmy veřejné, budu respektovat přírodní a kulturní hodnoty a budu se vždy řídit profesní etikou autorizovaného technika.“[20]

- Architekt, inženýr nebo technik, pocházející z evropských zemí a usazený v České republice, skládá do rukou předsedy České komory architektů nebo České komory autorizovaných inženýrů tento slib: „Slibuji na svou čest a své svědomí, že budu při výkonu své činnosti na území České republiky usilovat o vytváření kvalitních architektonických a stavebních děl, budu ctít zájmy klientů, jakož i zájmy veřejné, budu respektovat přírodní a kulturní hodnoty a budu se vždy řídit profesní etikou.“[21]

## Veřejná správa
- Člen zastupitelstva hlavního města Prahy skládá do rukou předsedajícího ustavujícího zasedání zastupitelstva slib tohoto znění: „Slibuji věrnost České republice. Slibuji na svou čest a svědomí, že svoji funkci budu vykonávat svědomitě, v zájmu hlavního města Prahy a jeho občanů, řídit se Ústavou a zákony České republiky.“[22]

- Člen zastupitelstva kraje skládá na prvním zasedání zastupitelstva slib tohoto znění: „Slibuji věrnost České republice. Slibuji na svou čest a svědomí, že svoji funkci budu vykonávat svědomitě, v zájmu kraje a jeho občanů a řídit se Ústavou a zákony České republiky.“[23]

- Člen zastupitelstva obce skládá na prvním zasedání zastupitelstva slib tohoto znění: „Slibuji věrnost České republice. Slibuji na svou čest a svědomí, že svoji funkci budu vykonávat svědomitě, v zájmu obce (města, městyse) a jejích (jeho) občanů a řídit se Ústavou a zákony České republiky.“[24]

- Člen okrskové volební komise při volbách do Parlamentu České republiky, při volbách do zastupitelstev krajů i při volbách do zastupitelstev obcí podepisuje tento slib: „Slibuji na svou čest, že budu svědomitě a nestranně vykonávat svoji funkci a budu se při tom řídit Ústavou, zákony a jinými právními předpisy České republiky.“[25][26][27]

- Člen okrskové volební komise při volbách do Evropského parlamentu podepisuje tento slib: „Slibuji na svou čest, že budu svědomitě a nestranně vykonávat svoji funkci člena okrskové volební komise a budu se při tom řídit Ústavou, zákony a jinými právními předpisy České republiky.“[28]

- Člen komise pro hlasování v krajském referendu i komise pro hlasování v místním referendu podepisuje tento slib: „Slibuji na svou čest, že budu svědomitě a nestranně vykonávat svou funkci a budu se přitom řídit Ústavou, zákony a jinými právními předpisy České republiky.“[29][30]
- Státní zaměstnanec, konající státní službu, skládá v den nástupu do služby tento slib: „Slibuji na svou čest a svědomí, že při výkonu státní služby se budu řídit právními a služebními předpisy a v souladu s nimi příkazy představených. Své povinnosti budu vykonávat řádně, nestranně, svědomitě, odborně a v zájmu České republiky, nebudu zneužívat postavení státního zaměstnance a budu se chovat a jednat tak, aby nebyla ohrožena důvěra ve státní službu.“[31]

- Příslušník Policie České republiky, Hasičského záchranného sboru České republiky, Celní správy České republiky, Vězeňské služby České republiky, Bezpečnostní informační služby i Úřadu pro zahraniční styky a informace skládá a podepisuje v den nástupu k výkonu služby služební slib, který zní: „Slibuji na svou čest a svědomí, že při výkonu služby budu nestranný a budu důsledně dodržovat právní a služební předpisy, plnit rozkazy svých nadřízených a nikdy nezneužiji svého služebního postavení. Budu se vždy a všude chovat tak, abych svým jednáním neohrozil dobrou pověst bezpečnostního sboru. Služební povinnosti budu plnit řádně a svědomitě a nebudu váhat při ochraně zájmů České republiky nasadit i vlastní život.“[32]

- Kapitán lodi i první palubní důstojník skládají u Ministerstva dopravy tento kapitánský slib: „Slibuji na svoji čest a svědomí, že při výkonu funkce velitele lodě zajistím všemi dostupnými prostředky bezpečnost posádky lodě, cestujících, nákladu a lodě, budu dodržovat a uplatňovat právní předpisy spojené s výkonem této funkce a budu dbát o čest státní vlajky lodě.“[33]

- Zaměstnanci státu vykonávající státní statistickou službu skládají do ruku příslušného ministra nebo vedoucího příslušného úřadu tento slib mlčenlivosti: „Slibuji na svou čest a svědomí, že nezveřejním, nikomu nesdělím ani neumožním seznámit se s důvěrnými statistickými údaji získanými pro statistické účely, se kterými se seznámím v souladu s ustanoveními zákona č. 89/1995 Sb., o státní statistické službě, ve znění pozdějších předpisů, a že tyto údaje využiji jen pro účel, pro který byly určeny.“[34]

- Znalec i tlumočník skládají do rukou předsedy krajského soudu či ministra spravedlnosti tento slib: „Slibuji, že při své znalecké (tlumočnické) činnosti budu přesně dodržovat právní předpisy, že znaleckou (tlumočnickou) činnost budu konat nestranně podle svého nejlepšího vědomí, že budu plně využívat všech svých znalostí a že zachovám mlčenlivost o skutečnostech, o nichž jsem se při výkonu znalecké (tlumočnické) činnosti dozvěděl.“[35]

- Stráž přírody skládá u krajského úřadu slib tohoto znění: „Slibuji, že jako stráž přírody budu s největší pečlivostí a svědomitostí plnit povinnosti při kontrole dodržování předpisů o ochraně přírody a krajiny, že budu při výkonu této činnosti dodržovat právní předpisy a nepřekročím oprávnění příslušející stráži přírody.“[36]

- Lesní stráž skládá u orgánu státní správy lesů slib tohoto znění: „Slibuji, že jako lesní stráž budu s největší pečlivostí a svědomitostí plnit povinnosti při výkonu ochranné služby v lesích, že budu při výkonu této činnosti dodržovat právní předpisy a nepřekročím oprávnění příslušející lesní stráži.“[37]

- Myslivecká stráž skládá u obecního úřadu obce s rozšířenou působností slib tohoto znění: „Slibuji, že jako myslivecká stráž budu s největší pečlivostí a svědomitostí plnit povinnosti při výkonu ochrany myslivosti, že budu při výkonu této činnosti dodržovat právní předpisy a nepřekročím oprávnění příslušející myslivecké stráži.“[38]

- Rybářská stráž skládá u obecního úřadu obce s rozšířenou působností slib tohoto znění: „Slibuji, že jako rybářská stráž budu s největší pečlivostí a svědomitostí plnit povinnosti při kontrole dodržování rybářského zákona a prováděcích právních předpisů k rybářskému zákonu, že budu při výkonu této činnosti dodržovat právní předpisy a nepřekročím oprávnění příslušející rybářské stráži.“[39]
- Členové Národní rozpočtové rady skládají do rukou předsedy Poslanecké sněmovny tento slib:  „Slibuji na svou čest a svědomí, že funkci člena Národní rozpočtové rady budu vykonávat nezávisle a nestranně, v souladu s právním řádem České republiky.“[40]
- Členové Orgánu nezávislé kontroly zpravodajských služeb České republiky skládají do rukou předsedy Poslanecké sněmovny tento slib: „Slibuji na svou čest a svědomí, že svou funkci budu vykonávat nezávisle a nestranně, v souladu s ústavním pořádkem a s ostatními zákony a že budu chránit zákonnost a neporušitelnost práv osob.“[41]